# Východní Timor na Zimních olympijských hrách 2018

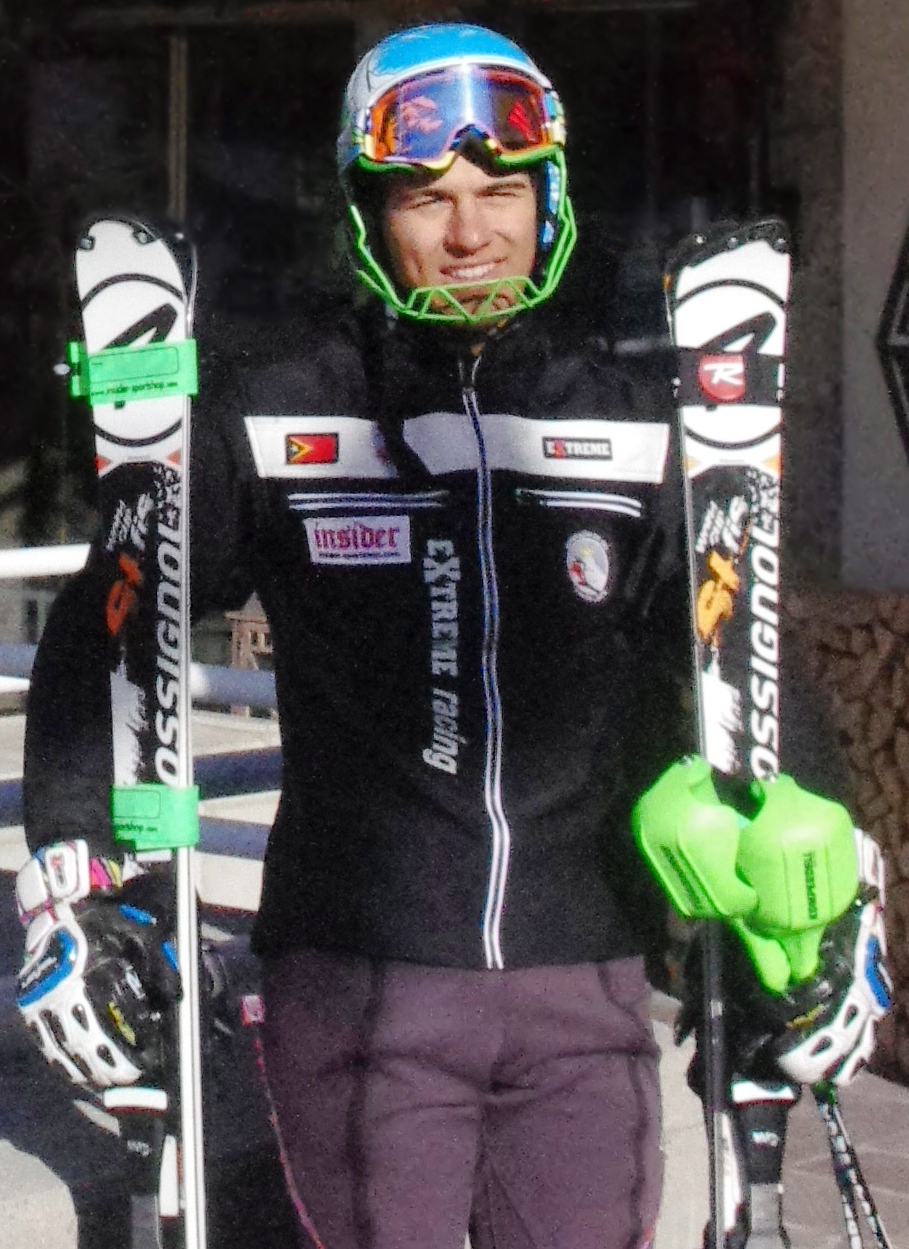
Yohan Goutt Goncalves reprezentant Východního Timoru na Zimních olympijských hrách 2018

Východní Timor se účastnil Zimních olympijských her 2018 v Pchjongčchangu v Jižní Koreji ve dnech 9. – 25. února 2018. Byla to druhá účast Východního Timoru na Zimních olympijských hrách. Poprvé se Východní Timor účastnil Zimních olympijských her 2014 v Soči. 
| Sport           | Muži | Ženy | Celkem |
| --------------- | ---- | ---- | ------ |
| Alpské lyžování | 1    | 0    | 1      |

## Alpské lyžování

### Alpské lyžování
Výprava Východního Timoru sestávala z jednoho sportovce, alpského lyžaře Yohana Goutta Goncalva, který Východní Timor reprezentoval i na Zimních olympijských hrách 2014 v Soči. Závod ve slalomu mužů nedokončil.
| Závod  | Sportovci             | 1. kolo | 2. kolo | Celkem | Ztráta | Pořadí |
| ------ | --------------------- | ------- | ------- | ------ | ------ | ------ |
| slalom | Yohan Goutt Goncalves | DNF     | DNF     | DNF    | DNF    | DNF    |